# Мартин сизий
Мартин сизий (Larus canus) — вид птахів родини мартинових. В Україні гніздовий, перелітний, зимуючий.

## Опис
Дорослий сизий мартин зовні дуже схожий на мартина трипалого і досягає величини до 43 см, з розмахом крил — близько 120 см. Його вага становить від 300 до 550 г. Оперення сизого мартина має білий колір, а верхня сторона крил — сірий. Кінчики крил — чорно-білі, дзьоб і лапи забарвлені у жовто-зелений колір. Молодняк набуває цю фазу забарвлення лише до трьохрічного віку. Самка і самець зовні не відрізняються. Тривалість життя сизого мартина може досягати 25 років. Крик птаха звучить як «кі-є» або «ки-а».

## Поширення
Сизий мартин лише зрідка зустрічається у внутрішньоконтинентальних водоймах Євразії та Північної Америки; він зазвичай населяє переважно узбережжя морів. Чисельність птаха відносно висока в Північній і Центральній Європі. Деякі сизі мартини на зимівлю мігрують у Середземномор'я або Північну Африку.
В Україні гніздовий, перелітний, зимуючий. Гніздиться на заході країни, на Середньому Дніпрі та Десні; мігрує на всій території; регулярно зимує на півдні та Дніпрі, зрідка трапляється взимку на водоймах решти території країни.

## Живлення
Основна їжа сизого мартина — риба. Крім цього птах харчується червами, комахами, частинами рослин і відходами. Як і мартин звичайний сизий мартин обшукує звалища і поля, викльовуючи все їстівне.

## Розмноження

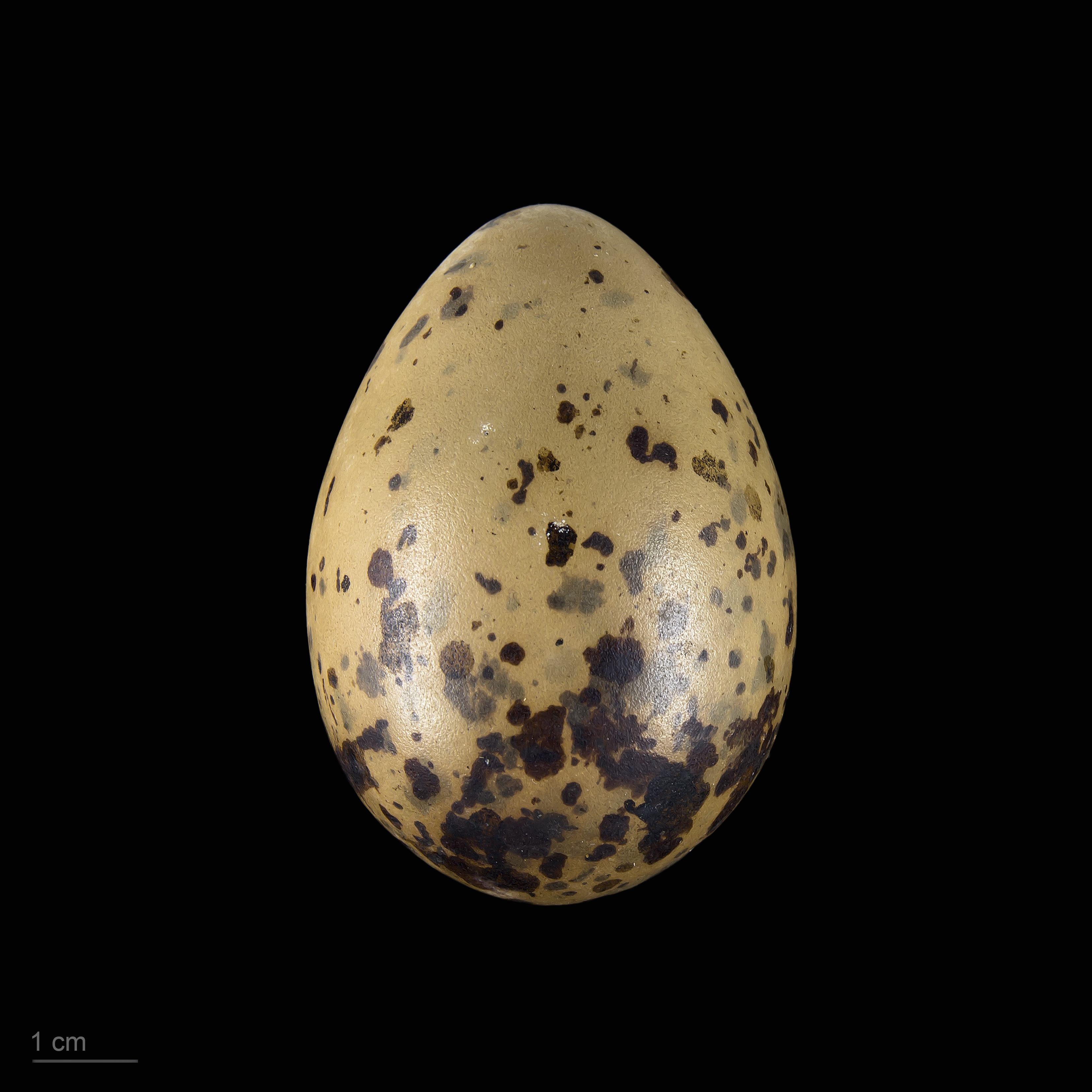
Яйце підвиду Larus canus canus в оологічній колекції (Тулузький музей)

Статева зрілість у сизих мартинів наступає у віці трьох років. Шлюбний період триває від травня до липня. Сизий мартин гніздиться у колоніях поблизу водойм; гніздо будує він на сухій голій землі, щоб добре стежити за ним. Відстань між гніздами іноді 5—20 м. Самка відкладає, як правило, по три яйця в гніздо, побудоване з частин рослин; обоє батьків насиджують яйця 23—28 днів, поки не вилупляться пташенята, які через 4—5 тижнів починають літати.

## Підвиди
- Larus canus brachyrhynchus
- Larus canus canus Linnaeus, 1758
- Larus canus kamtschatschensis — східносибірський сизий мартин